# 舘博
舘 博（たち ひろし、1953年（昭和28年） - ）は、日本の醸造学者、東京農業大学短期大学部醸造学科教授を経て、2019年（平成31年）より名誉教授。

## 経歴
京都府生まれ。1977年（昭和52年）に東京農業大学農学部醸造学科を卒業した、1979年（昭和54年）に大学院農学研究科博士前期課程農芸化学専攻を修了した。東京農業大学の副手となり、以降、助手、講師、助教授と順次昇任して、2002年（平成14年）に教授となった。
この間、1990年代はじめには、東京農工大学の一島英治の指導の下で醤油醸造の過程におけるタンパク質の分解酵素について研究を進め、1996年（平成8年）には「麹菌の新規ジペプチジルペプチダーゼIVの性状と醤油醸造における役割 」により東京農業大学から博士（農芸化学）を取得した。2010年（平成22年）には短期大学部長となった。
舘は、しばしば「醤油博士」と称されるほか、みりん研究会の副代表を務め、日本では数少ないみりん専門家として執筆活動などを行っている。

## おもな受賞
- 1997年（平成9年）度：日本醸造協会技術賞[5]
- 2010年（平成22年）：日本醤油技術賞（研究・開発の部）[4][5]
- 2010年（平成22年）：醤油功労賞（日本醤油協会）[4]

## おもな出演

### ラジオ
- 久米宏 ラジオなんですけど（TBSラジオ）- 2009年（平成21年）9月26日放送「スポットライト」[8]

### テレビ
- うまいッ!（NHK総合テレビジョン）- 2014年（平成26年）11月16日放送「うまみとコクひろがる! たまりしょうゆ	（愛知 武豊町）」[12]
- あさイチ（NHK総合テレビジョン）- 2015年（平成27年）1月19日放送「見直しませんか? みりんの底力」[13]
- チコちゃんに叱られる!（NHK総合テレビジョン） - 2023年（令和5年）2月3日放送